# La mattinata di un proprietario terriero
La mattinata di un proprietario terriero (in russo Утро помещика?, Utro pomeščika) è un racconto di Lev Tolstoj iniziato nel 1852 e pubblicato nel 1856 sulla rivista "Otečestvennye Zapiski".

## Trama

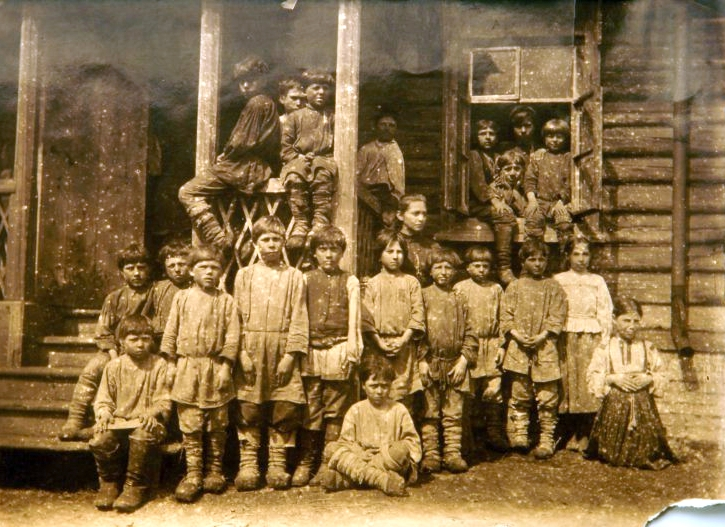
Bambini di Jasnaja Poljana (1875)

Il principe Nechljudov, un giovine studente universitario di diciannove anni, scrive alla zia Belorètskaia di voler abbandonare gli studi per dedicarsi completamente alla missione di aiutare i suoi settecento servi della gleba a raggiungere il benessere e la felicità. Convinto di poter riuscire nell'impresa, il giovane respinge gli argomenti dei familiari tesi a dissuaderlo, si ritira dall'università, si trasferisce nella sua casa in campagna per studiare personalmente le difficoltà dei suoi dipendenti e cercare di risolverli. Il risultato è tuttavia deludente: i contadini osservano con sospetto e sfiducia quanto organizza il giovane aristocratico rifiutandone l'aiuto; non accettano, per esempio, di lasciare le loro capanne di legno fatiscenti per trasferirsi nelle abitazioni di pietra costruite appositamente per loro, rifiutano di essere curati nell'ospedale che il giovane ha istituito, e così via. Dopo un anno Nechljudov riconosce con tristezza che i contadini non hanno ricavato benefici sostanziali dalla sua attività e che egli stesso da questa attività non ha ricevuto le soddisfazioni morali che si attendeva.

## Genesi dell'opera
A partire dall'estate 1852, Lev Tolstoj (1828–1910) progettò un romanzo di grandi dimensioni incentrato sul rapporto tra il mondo dell'aristocrazia russa e quello dei mužik; il romanzo avrebbe dovuto intitolarsi Roman russkogo pomeščika (Il romanzo di un proprietario russo). Tolstoj lavorò al romanzo dal 1852 al 1856, ma non riuscì né a ultimarne la stesura, né a fissarne una trama dettagliata. Il racconto "La mattinata di un proprietario terriero" è tratto dalle stesure del romanzo interrotto e fu pubblicato come testo compiuto a sé stante nel 1856 sulla rivista "Otečestvennye Zapiski". La vicenda di "La mattinata di un proprietario terriero" ha un evidente carattere autobiografico in quanto corrisponde a una deludente esperienza dello scrittore diciannovenne nel 1847. Il protagonista Dmitrij Ivanović Nechljudov, nel quale sono rinvenibili tratti simili a quelli dell'autore, sarà il personaggio principale anche di altre opere di Tolstoj a sfondo autobiografico, per esempio del racconto Lucerna (1856) e del romanzo Resurrezione (1859). Nel racconto, le simpatie per i contadini da parte di Tolstoj sono evidenti e gli aspetti negativi a loro legati vengono spiegati dall'autore in base a gravi ragioni storiche tradizionali.

## Edizioni
- Л. Н. Толстой. Собрание сочинений в 22 т. М.: Художественная литература, 1978—1985. т. II, Н. В. Бурнашева. Комментарии (N. V. Burnaševai, L. N. Tolstoj. Sobranie sočinenij v 22 t. M.: Hudožestvennaâ literatura, 1978—1985, t. II (on-line)
- Lev Tolstoj, «La mattinata di un proprietario di terre». In: Racconti, volume primo; traduzione di Agostino Villa, Torino: Einaudi, 1952
- Lev Tolstòj,  «La mattinata di un proprietario»; traduzione di Giacinta de Dominicis Jorio. In: Eridano Bazzarelli (a cura di), Tutte le opere narrative e di teatro di Lev N. Tolstòj, Vol. I (Primi racconti), Milano: Mursia, 1960
- Leone Tolstoj, Il mattino di un latifondista: frammento del romanzo incompiuto Un possidente russo; traduzione di Rosario Esposito, Coll. Maestri n. 82, Modena: Edizioni paoline, stampa 1960
- Lev Tolstòj, «La mattinata di un proprietario terriero». In: Igor Sibaldi  (a cura di); traduzione di Serena Prina, Coll. I Meridiani, Milano: A. Mondadori, 1991, Vol. I, pp. 540–569, ISBN 88-04-34454-7.
- Lev Tolstoj, «Il mattino di un proprietario terriero», Nardò: Besa, 2010, ISBN 8849706782, ISBN 9788849706789